# Cratete di Mallo
Cratete di Mallo (in greco antico: Κράτης ὁ Μαλλώτης?, Krátēs ho Mallótēs; Mallo, fine III secolo a.C. – II secolo a.C.) è stato un grammatico e filosofo greco antico della scuola pergamena, che visitò Roma tra il 169 e il 167 a.C., con il fine di insegnare filologia ai Romani.

## Biografia

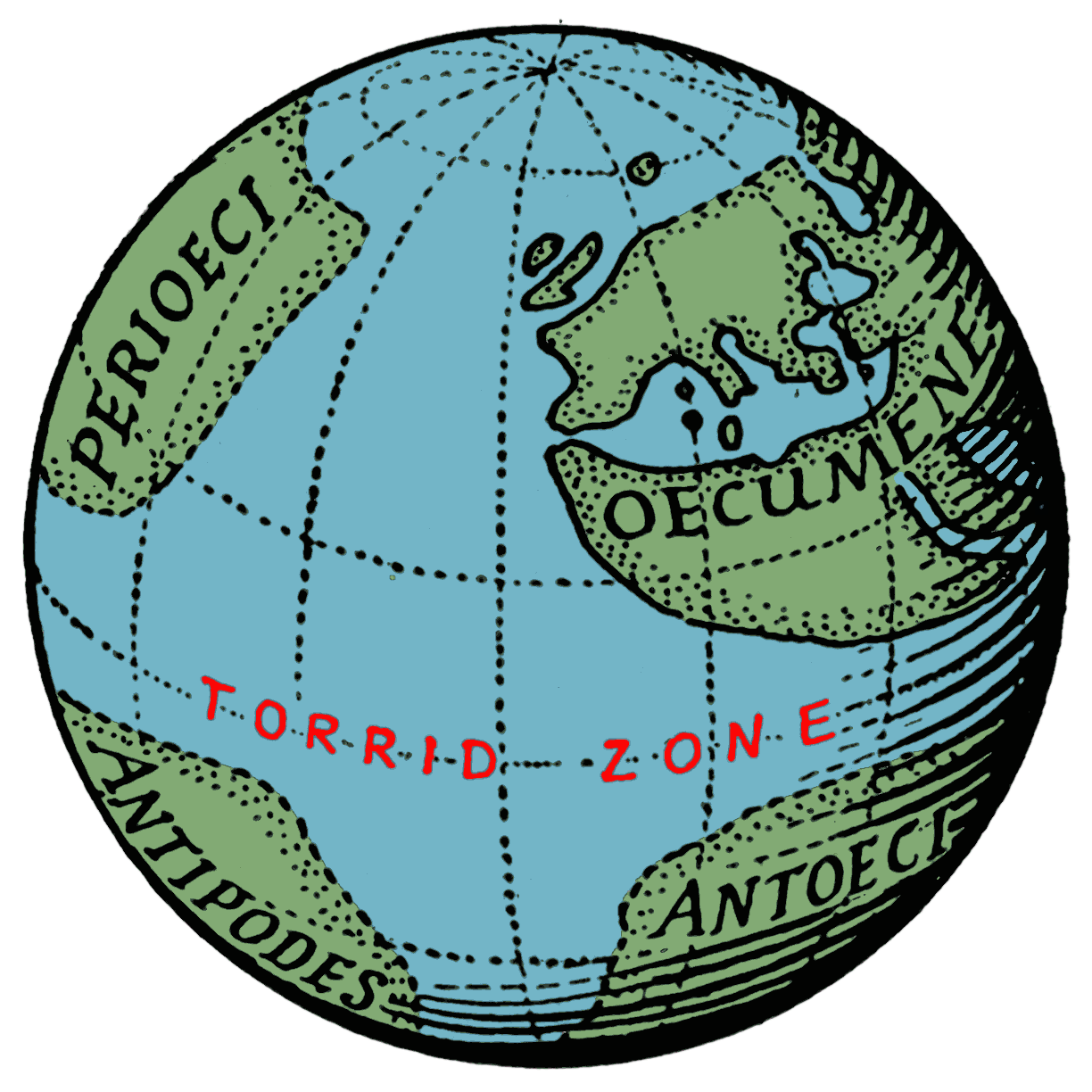
Il concetto dell'Ecumene secondo Cratete di Mallo

Cratete fu il principale rappresentante della scuola pergamena, che prende il nome dalla città di Pergamo, e della filosofia stoico-platonica e di tendenza anomalista. Seguace del maestro Diogene di Babilonia, si avvicinò allo stoicismo.
Inviato, nel 168 a.C., da Attalo II a Roma come ambasciatore, riunì un folto gruppo di allievi ai quali diffuse gli insegnamenti della scuola di Pergamo.
Gli insegnamenti di Cratete riscossero un grande successo a Roma, poiché riuscirono a favorire l'apprendimento dei metodi critici e filologici, cioè il modo di editare un testo, di leggerlo e di interpretarlo.
Tra le sue concezioni fondamentali, emerse quella della naturalità della lingua contraria all'ingabbiamento delle convenzioni, motivo per cui la sua scuola è definita anomalista, poiché a favore delle anomalie linguistiche e non caratterizzata da una visione eccessivamente regolatrice e razionale della lingua come la scuola alessandrina analogista di Aristarco di Samotracia, ostile alle eccezioni alle norme linguistiche. Inoltre, a livello esegetico promosse l'interpretazione allegorica dei testi antichi, chiaramente influenzato dalla filosofia stoica, in una visione della critica più etica e artistica che formale, ciò in chiara contrapposizione con la scuola analogista di Aristarco, favorevole invece ad un'interpretazione letterale dei testi.
Come geografo contrastò gli Alessandrini e propose il modello della terra separata geometricamente da quattro continenti e la ricostruzione di una cosmografia basata sui concetti omerici.